# Sjeng
Sjeng is een voornaam voor jongens die vooral in Nederlands-Limburg voorkomt en dan met name in het zuiden, in en rond Maastricht. De naam is een verbastering van de Franse naam "Jean", en de Limburgse variant op 'Jan', afkomstig van 'Johannes'.
'Sjang', komt echter niet van 'Jean' zoals hier vermeld stond, maar is in de loop der jaren ook hiervoor in gebruik geraakt.
Mannelijke Maastrichtenaren worden ook wel Sjengen genoemd, zowel door zichzelf als door Limburgers buiten Maastricht. Het Maastrichts dialect wordt soms Sjengs genoemd. De tegenhangende aanduiding door Maastrichtenaren van mensen buiten de stad is "Boeren". Tot in de jaren '60 trokken boeren van buiten de stad naar de markt in Maastricht voor de handel in levensmiddelen.

## Bekende naamdragers
- Sjeng Kraft, accordeonist en schrijver van carnavalsliedjes, vader van de bekende Maastrichtse zangeres Beppie Kraft
- Sjeng Kremers, gouverneur van Limburg (1977-1990)
- Sjeng Schalken, Nederlands tennisspeler
- Sjeng Tans, oprichter en eerste president van de Universiteit Maastricht
- Sjeng Scheijen, slavist, Ruslandkenner en schrijver.

### Cultuur
- "Sjeng aon de geng", een liedje van Frans Theunisz, zanger van de "Nachraove". Het nummer wordt vooral veel met carnaval gedraaid en kreeg landelijke bekendheid in 1995.
- Sjeng & the Gang, een band uit het Midden-Limburgse plaatsje Roggel.